# CA Racing (Córdoba)
Club Atlético Racing Córdoba – argentyński klub piłkarski z siedzibą w mieście Córdoba.

## Osiągnięcia
- Wicemistrz Argentyny: 1980 Nacional
- Udział w mistrzostwach Argentyny Nacional (3): 1978, 1980, 1981
- Mistrz czwartej ligi argentyńskiej Torneo Argentino B: 1998/1999,
- Mistrz Argentyny trzeciej ligi argentyńskiej Torneo Argentino A: 2002 Apertura, 2003 Apertura
- Copa Presidente, Seul, Korea 1981

## Historia
Klub został założony 14 grudnia 1924. Największym sukcesem było dotarcie do finału mistrzostw Argentyny Nacional w roku 1980. W sezonie 1989/90 Racing spadł z pierwszej ligi (Primera división argentina). Następne lata nie były najlepsze i klub znalazł się w trzeciej lidze (Torneo Argentino A). W końcu sezonu 2005/06 Racing był bliski awansu do drugiej ligi (Primera B Nacional Argentina), przegrał jednak decydujące mecze z San Martín Tucumán.
- Amuchastegui „La Araña”